# Velesův dub
Velesův dub neboli Dub na Velízi byl památný strom na vrchu Velízi u Kublova v okrese Beroun, který je zmiňován v několika středověkých a raně novověkých kronikách. Podle Václava Krolmuse byl v předkřesťanské době uctíván.

## Historie a pověsti

### Kroniky
Ke stromu se váže příběh uváděný v mírných obměnách v několika kronikách, například Kosmově, Pulkavově, Hájkově a dalších. Kníže Jaromír se roku 1003 vydal na lov do lesů na Velízi, kam byl vylákán Vršovci, pohany, kteří se nebyli ochotni smířit s nadvládou křesťanského knížete. Vyrazil i přes upozornění své zbožné manželky, která měla zlý sen a před nebezpečím ho varovala. V lesích na Velízi Jaromíra obklíčila, svlékla a spoutala skupina opilých Vršovců. Nejprve ho připoutali k zemi a bavili se skákáním přes knížete na koni. Následně jej přivázali ke stromu a stříleli po něm šípy. Jaromír se modlil k Janu Křtiteli, světci uctívanému jeho manželkou. Šípy mu jako zázrakem neublížily. Mezi tím přivedl věrný myslivec Hovora (v Kosmově kronice Dowora) Jaromírovu loveckou družinu a ta knížete zachránila. Polomrtvého a poštípaného rojem včel jej převezli na Vyšehrad. Kníže Jaromír za odměnu Hovoru povýšil do dědičného šlechtického stavu a daroval mu dvůr Zbečno a k němu náležící lesy.
V roce 1005 nechal Jaromír na místě dubu postavit kapli zasvěcenou svatému Janu Křtiteli, ve které byl pařez stromu využit jako oltář. Kapli později nahradil kostel. Pulkava ve své kronice ve 14. století popisuje, že oltář zhotovený z pozůstatků stromu stále existoval: „Na kterémž miestě i po dnešní den na kmeni toho jistého dřěva oltář veliký udělán jest[…]“.
Podle některých kronik a pověstí se měli Vršovci po záchraně Jaromíra rozutéct po okolních lesích. Při archeologických výzkumech v okolí kostela ale byla nalezena jáma s poházenými setnutými hlavami, které nesly pohanské ozdoby.

### Nesrovnalosti
Jednotlivé kroniky předkládají příběh, který se v některých aspektech liší. Kosmova kronika informace o stromu opomíjí, Pulkavova kronika o stromu hovoří a to jak v kontextu přivázání Jaromíra, tak o následném poražení, vystavění kaple a použití pozůstatků stromu k realizaci oltáře. Hájkova kronika předkládá podobný příběh, ale rozvitější. Krom střelby na Jaromíra přivázaného k dubu popisuje i nezdařený pokus o oběšení myslivce Hovory na dubu. Po záchraně Jaromíra bylo rozkázáno pověsit na dubu Hřivce, Vršovce, který se pokusil oběsit Hovoru. Dub následně nebyl poražen, ale vykopán a na jeho místě vztyčen oltář. Jirečkova verze rýmované Dalimilovy kroniky pak příběh o stromu uvádí, ale hovoří o něm jako o lípě.

### Pozůstatky dubu
Podle Otomara Dvořáka zmiňovaly turistické průvodce z 19. století, že za kostelním oltářem se stále nacházel kus starého zčernalého dřeva z Velesova dubu. Kněz a archeolog Václav Krolmus ještě v roce 1857 uvádí, že „jest v oltáři v kostele sv. Jana Křt. zazděn“. Ve sborníku Lovecký obzor 1912-1913 byl publikován článek popisující, že v místě byla založena kaplička „v jejímž oltáři byl prý kmen onoho dubu zazděn“. Na tento článek obratem reagoval František Cramer, který se vymezil proti slovu „prý“ a z vlastní zkušenosti uvádí: „Dub ten skutečně stojí vzadu v hlavním oltáři, jak rostl v zemi, uříznut na pařez.“ V současnosti zbytky památného dubu již v kostele nejsou a jejich osud není známý.

## Lípa
K příležitosti připomínky tisíciletého výročí mučení knížete Jaromíra byla na Velízi roku 2003 vysazena lípa milénia.

## Obraz v kultuře

### Výtvarné umění
Jaromíra připoutaného k zemi ve svém díle vyobrazil Mikoláš Aleš. Následující scénu v obraze nazvaném Jaromjr v nebezpečenstvj smrti zachytil Antonín Jan Gareis. Publikovaný byl mimo jiné jako součást knihy Děginy České w kamenopisně wywedených obrazech předstaweny od sgednocených Umělců Akademie Pražské od Václava Hanky vydané Antonínem Machkem. Daniel Alexius z Květné († 1. pol. 17. století) je autorem nástěnné malby v hlavní lodi kaple svatého Jana Křtitele v Arcibiskupském paláci nazvaném sv. Jan zachraňuje na Velízi knížete Jaromíra před útokem Vršovců.

## Památné a významné stromy v okolí
- Břekové stromořadí
- Dub nad Balatonem
- Hrušeň Za pecí